# Nikolái Kashtalinsky
Nikolái Aleksandrovich Kashtalinsky (en ruso: Николай Александрович Кашталинский; 1840 - 17 de abril de 1917) fue un general en el Ejército Imperial Ruso desde finales del siglo XIX a principios del XX. Luchó en la guerra ruso-turca (1877-1878), en la guerra ruso-japonesa de 1904-1905, y en la I Guerra Mundial.

## Biografía
Kashtalinsky se graduó en el 2.º Gymnasium Militar de San Petersburgo y en la Escuela Militar Pavlovsk y fue comisionado como teniente segundo en 1869, sirviendo con el 1.º Batallón de Infantería del Regimiento de Granaderos de la Guardia Imperial. En 1874, fue transferido al 6.º Batallón de Infantería de Turkestán, con el que participó en dos expediciones a las órdenes del General Alexander Konstantinovich Abramov en la conquista rusa del Valle de Zarafshan, durante la cual se le concedió la Orden de Santa Ana (3.º grado con espadas) por valentía en combate.
Al iniciarse la guerra ruso-turca (1877-1878), voluntariamente se alistó en el Ejército búlgaro y fue herido durante la batalla del paso de Shipka. Fue promovido a capitán, y fue condecorado con la Orden de San Vladimir (4.ª clase con espadas), la Orden de Santa Ana (2.ª clase, con espadas) y la Orden de San Estanislao (2.º grado con espadas).
Kashtalinsky subsiguientemente fue nombrado comandante militar provincial en la región del Kuban y de la provincia de Andean (moderno Dagestán), y comandante de las brigadas de reserva en el Cáucaso a partir de 1888. Fue promovido a mayor general en 1900 hasta su retiro por enfermedad.
En 1902, Kashtalinsky reentró en el servicio activo como comandante de una brigada de la 33.ª División de Infantería. En 1903, se convirtió en comandante de la 3.ª Brigada de Rifles de Siberia Oriental, y a partir de 1904 fue comandante de la 3.ª División de Infantería de Siberia Oriental estacionada en Manchuria. Al iniciarse la guerra ruso-japonesa de 1904-1905, estaba estacionado en el río Yalu a las órdenes del 2.º Cuerpo Siberiano bajo el mando del General Mijaíl Zasulich con órdenes de impedir que el Ejército Imperial Japonés se adentrara en Manchuria. En la subsiguiente batalla del río Yalu, sus fuerzas soportaron lo peor del asalto japonés, y sin el apoyo adecuado del General Zasulich, fueron derrotadas con grandes pérdidas. El propio Kashtalinsky fue herido en la batalla.
Kashtalinsky subsiguientemente participó en otras batallas de la guerra, incluyendo la batalla de Liaoyang, la batalla de Shaho, así como la batalla de Mukden. Fue condecorado con la Orden de San Jorge (4.ª clase) el 1 de noviembre de 1905, por coraje y diligencia en estas campañas. También recibió la Orden de San Estanislao (1.ª clase con espadas) y la Orden de Santa Ana (1.ª clase con espadas) y la promoción al rango de teniente general.
En 1907, Kashtalinsky brevemente comandó el 11.º Regimiento de Rifles de Siberia Oriental antes de ser nombrado comandante del 4.º Cuerpo de Ejército. Se retiró por segunda vez del servicio activo en 1908, con la promoción de general pleno.
Con el inicio de la Primera Guerra Mundial, Kashtalinsky abandonó de nuevo el retiro, y fue nombrado comandante del 28.º Cuerpo de Ejército ruso el 26 de septiembre de 1914. Recibió la Orden del Águila Blanca, con espadas en 1915, y el 6 de octubre ingresó en la reserva del Distrito Militar de Kiev. Sin embargo, el 20 de abril de 1916 se convirtió en comandante del 40.º Cuerpo de Ejército ruso que vio considerable combate en el frente austríaco en mayo-junio de 1916. Recibió la Orden de San Jorge, 3.ª clase el 4 de agosto de 1916.
Kashtalinsky fue nombrado miembro del Comité Alejandro de los heridos en noviembre de 1916. Fue asesinado en su casa en Petrogrado el 17 de abril de 1917 por un soldado mentalmente enfermo.

## Honores
- Orden de Santa Ana 3.ª clase con espadas, 1875
- Orden de San Vladimir, 4.ª clase, 1877
- Orden de Santa Ana 2.ª clase con espadas, 1877
- Orden de San Estanislao 2.ª clase con espadas, 1877
- Orden de San Jorge, 4.ª clase, 1905
- Orden de Santa Ana 1.ª clase, 1905
- Orden del Águila Blanca, con espadas, 1915
- Orden de San Jorge, 3.ª clase, 1916